# مزرعه محمدحسن فلاح تفتی
مزرعه محمدحسن فلاح تفتی یک آبادی در ایران است که در استان یزد واقع شده‌است.